# Jesper Lohmann

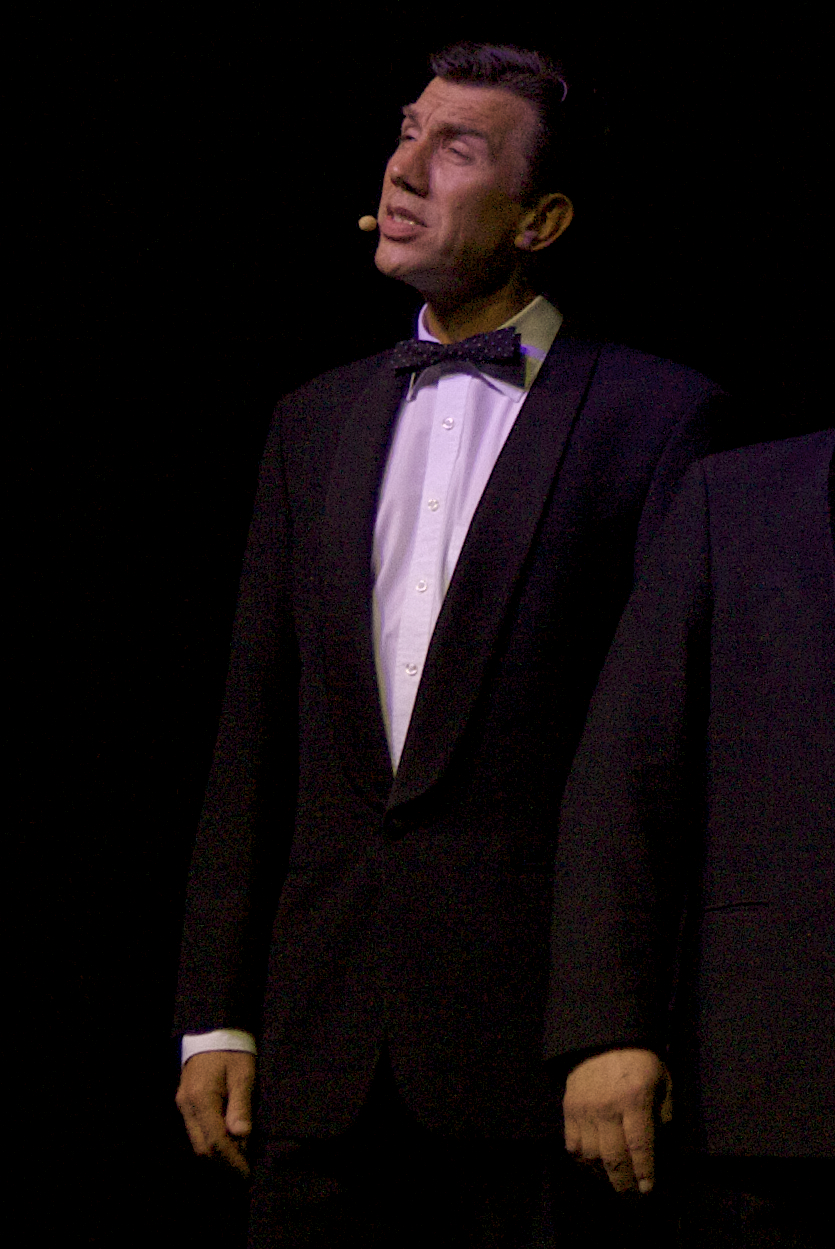
Jesper Lohmann (2009)

Jesper Lohmann (* 30. Oktober 1960 in Ledøje-Smørum) ist ein dänischer Schauspieler.

## Leben
Jesper Lohmann wuchs in Ledøje-Smørum auf. Im Jahr 1983 zog er nach Kopenhagen, wo er seither lebt. Dort absolvierte er bis 1988 an der Staatlichen Theaterhochschule seine Schauspielausbildung. Sein Bühnendebüt als Darsteller hatte er im Jahr 1989 am Odense Teater. Von 1990 bis 1995 war er am Folketeatret als festes Ensemblemitglied engagiert. Als Bühnendarsteller trat er zudem auch am Königlichen Theater Kopenhagen, am Aarhus Teater oder am Theater Helsingør in Erscheinung.
Seit 1991 hat Lohmann als Schauspieler vor der Kamera in bislang mehr als 60 Film-und-Fernsehproduktionen mitgewirkt. Im Jahr 2004 wurde er für seine Rolle als Robert in dem Film Lykkevej als Bester Nebendarsteller mit dem Bodil ausgezeichnet. Daneben ist Lohmann auch als Synchronsprecher für Animationsfilme und Zeichentrickfilme aktiv und lieh dabei seine Stimme unter anderem den Figuren in Robots.
Lohmann war von 2002 bis 2016 mit der Schauspielerin Charlotte Rathnov verheiratet. Aus der Ehe ging ein Sohn (* 2006) hervor.

## Filmografie (Auswahl)
- 1996: Pusher
- 2001: Shake It All About
- 2007: Anna Pihl – Auf Streife in Kopenhagen (Fernsehserie, 2 Folgen)
- 2007: Kommissarin Lund – Das Verbrechen (Fernsehserie, 8 Folgen)
- 2010: Borgen – Gefährliche Seilschaften (Fernsehserie, 1 Folge)
- 2014: 1864 (Fernsehserie, 1 Folge)
- 2020: Rita (Fernsehserie, 1 Folge)
- 2022: Ridder Lykke (Kurzfilm)